# Encyclopaedia Beliana
Encyclopaedia Beliana je rozsáhlá vícesvazková slovenská všeobecná encyklopedie. Je sestavována a redakčně zpracovávána kolektivem Encyklopedického ústavu Slovenské akademie věd a pojmenována po slovenském osvícenském polyhistorovi a encyklopedistovi Matejovi Belovi. Na tvorbě se dále podílejí stovky externích autorů, konzultantů a oponentů, další desítky externích konzultantů a autorů pracují na grafickém obsahu (ilustrace, fotografie a mapy).
Jednotlivé svazky vycházejí ve vydavatelství VEDA s dvouletými odstupy, což je zpomalení oproti původnímu plánu, který počítal s tím, že se bude jednat o dvanáctisvazkovou encyklopedii, která vyjde v průběhu deseti let. Celá encyklopedie by měla mít přibližně 150 000 hesel a předpokládalo se, že naplní čtrnáct svazků. Po vydání celé encyklopedie budou dále vydávány dodatky.
Roku 2018 se začalo s zveřejňováním encyklopedie na internetu. Její obsah je zveřejněn pod svobodnou licencí Creative Commons Attribution-NoDerivatives 4.0 s ilustracemi s různými licencemi. V 2022 je online jen část z hesel z knižní verze.

## Vydané svazky
| Svazek         | Rok vydání | Hesla                                      | ISBN                   |
| -------------- | ---------- | ------------------------------------------ | ---------------------- |
| 1. A – Belk    | 1999       | a – Belknap, William Worth                 | ISBN 80-224-0554-X     |
| 2. Bell – Czy  | 2001       | Bell, Alexander Graham – Czyż, Henryk      | ISBN 80-224-0671-6     |
| 3. Č - Eg      | 2003       | Čaadajev, Piotr Jakovlevič – egyptský kríž | ISBN 80-224-0761-5     |
| 4. Eh – Gala   | 2005       | Eh – Galaxia                               | ISBN 80-224-0847-6     |
| 5. Galb – Hir  | 2008       | Galba Servius Sulpicius – Hirsutizmus      | ISBN 978-80-224-0982-7 |
| 6. His – Im    | 2010       | His – imunotoxíny                          | ISBN 978-80-970350-0-6 |
| 7. In – Kalg   | 2013       | in – Kalgoorlie-Boulder                    | ISBN 978-80-970350-1-3 |
| 8. Kalh – Kokp | 2016       | Kalhana – kokpit                           | ISBN 978-80-970350-2-0 |
| 9. Koks – Kraj | 2021       | koks – Krajské zriadenie                   | ISBN 978-80-970350-3-7 |

## Plán
Podle smouvy mezi SAV a Encyklopedickým ústavem SAV mají být podklady odevzdané:
- 10. svazek – 30. září 2023
- 11. svazek – 31. března 2026
- 12. svazek – 30. září 2028
- 13. svazek – 31. března 2031
- 14. svazek – 30. září 2033